# Пољопривредни факултет Универзитета у Нишу
Пољопривредни факултет је високошколска установа у саставу Универзитета у Нишу. Налази се у Крушевцу, а организује и спроводи академске програме из области пољопривреде.

## Историјат
Иницијатива за увођење првог државног факултета у Крушевцу покренута је током 2012. године, за време мандата Братислава Гашића на месту градоначелника. Пољопривредни факултет Универзитета у Нишу, са седиштем у Крушевцу, основан је у мају 2017. године, одлуком Владе Републике Србије, а отворен је средином октобра исте године уз присуство министра просвете, науке и технолошког развоја, Младена Шарчевића. Након процеса акредитације, одобрен је упис 75 буџетских и 30 самофинансирајућих студената за академску 2018/19. годину, а установа је смештена у згради „Народног универзитета“ у Косанчићевој улици. У оквиру факултета успостављена су три смера, на којима су места равноправно распоређена. Студентима је омогућено да одаберу одсек за сточарство, ратарство и повртарство, односно воћарство и виноградарство.